# Châu Ninh, Hưng Yên
Châu Ninh là một xã thuộc tỉnh Hưng Yên, Việt Nam.

## Địa lý
Xã Châu Ninh nằm ở phía tây bắc của tỉnh Hưng Yên, có vị trí địa lý:
- Phía tây giáp xã Chương Dương và xã Phú Xuyên của thành phố Hà Nội, có ranh giới tự nhiên là sông Hồng.
- Phía nam giáp xã Chí Minh.
- Phía đông giáp xã Khoái Châu.
- Phía bắc giáp xã Triệu Việt Vương.

## Lịch sử
Ngày 16 tháng 6 năm 2025, Ủy ban Thường vụ Quốc hội ban hành Nghị quyết số 1666/NQ-UBTVQH15 về việc sắp xếp các đơn vị hành chính cấp xã của tỉnh Hưng Yên năm 2025. Theo đó, sắp xếp toàn bộ diện tích tự nhiên, quy mô dân số của các xã Đại Tập, Tứ Dân, Tân Châu và Đông Ninh thành xã mới có tên gọi là xã Châu Ninh.